# Списък на обектите на световното наследство на ЮНЕСКО в Аржентина
В Списъка на обектите на световното културно и природно наследство на ЮНЕСКО в Аржентина към 2011 г. са включени 8 обекта, от които 4 обекта са включени в списъка като културно наследство и 4 обекта – като природно наследство. Националните паркове Лос Гласиарес и Игуасу са признати за природни феномени и пространства с изключителна природна красота и естетическа значимост (критерий vii).
Освен това, към 2011 г., други 8 обекти на територията на Аржентина са определени за кандидати за включване в Списъка на обектите на световното наследство, в това число 5 обекта – по културни, 1 – по природни и 2 – по смесени критерии.
Аржентина ратифицира Конвенцията за опазване на световното культурно и природно наследство на 23 август 1978 г.. Първият обект на територията на Аржентина е включен в Списъка през 1981 г. на 5-ата сесия на Комитета за световно наследство на ЮНЕСКО.

## Обекти, включени в Списъка на ЮНЕСКО
Обектите са посочени по реда на тяхното включване в Списъка на Световното наследство. Ако обектите са включени едновременно – на една сесия на Комитета за световно наследство на ЮНЕСКО, то объектите са посочени по номера.
| # | Изображение | Название | Местоположение                                                | Време на създаване     | Година на включване | №    | Критерий  |
| - | ----------- | --- | ------------------------------------------------------------- | ---------------------- | ------------------- | ---- | --------- |
| 1 |             | Национален парк Лос Гласиарес (на испански: Los Glaciares) | Провинция Санта Крус                                          | —                      | 1981                | 145  | vii, viii |
| 2 |             | Йезуитски мисии в земите на гуараните: Сан Игнасио Мини, Санта Ана, Нуестра Сеньора де Лорето и Санта Мария ла Майор (Аржентина); руините Сау Мигел дас Мисойнс (Бразилия) (на испански: Misiones jesuíticas de los guaraníes: San Ignacio Miní, Santa Ana, Nuestra Señora de Loreto y Santa María la Mayor (Argentina), ruinas de Sao Miguel das Missoes (Brasil)) | Провинция Мисионес, Аржентина Щат Риу Гранди ду Сул, Бразилия | XVII – XVIII век       | 1983, 1984          | 275  | iv        |
| 3 |             | Национален парк Игуасу (на испански: Parque nacional del Iguazú) | Провинция Мисионес                                            | —                      | 1984                | 303  | vii, x    |
| 4 |             | Пещера Куева да лас Манос (район Рио Пинтурас, провинция Санта-Крус) (на испански: Cueva de las Manos del Río Pinturas) | Провинция Санта Крус                                          | 11000 – 800 г. пр.н.е. | 1999                | 936  | iii       |
| 5 |             | Полуостров Валдес (на испански: Península Valdés) | Провинция Чубут                                               | —                      | 1999                | 937  | x         |
| 6 |             | Природен парк Исчигуаласто и Национален парк Талампая (на испански: Parques naturales de Ischigualasto / Talampaya) | Провинции Сан Хуан и Ла Риоха                                 | —                      | 2000                | 966  | viii      |
| 7 |             | Йезуитски постройки и ферми в Кордоба (на испански: Manzana y estancias jesuíticas de Córdoba) | Провинция Кордоба                                             | XVII – XVIII век       | 2000                | 995  | ii, iv    |
| 8 |             | Кебрада де Умауака (на испански: Quebrada de Humahuaca) | Провинция Хухуй                                               |                        | 2003                | 1116 | ii, iv, v |

## Предварителен списък на обектите, кандидати за включване в Списъка на ЮНЕСКО
В таблицата обектите са разположени по реда на тяхното включване в предварителния списък.
| # | Изображение | Название                                                                                            | Местоположение                                                                                          | Време на създаване | Година на включване в предварителния списък | №    | Критерий           |
| - | ----------- | --------------------------------------------------------------------------------------------------- | --- | ------------------ | ------------------------------------------- | ---- | ------------------ |
| 1 |             | Централната част на град Ла Плата (на испански: Casco fundacional de la ciudad de La Plata)         | Провинция Буенос Айрес                                                                                  | 1882               | 1998                                        | 1085 | ii, iv, vi         |
| 2 |             | Долината Калчаки (на испански: Valle Calchaquí)                                                     | Провинции Катамарка, Салта, Тукуман                                                                     |                    | 2001                                        | 1582 | ii, iii, iv, v, vi |
| 3 |             | Кхапак Нян – главният андски път (на испански: Qhapaq Ñan – Camino Principal Andino)                | Провинции Хухуй, Салта, Катамарка, Ла Риоха, Сан Хуан, Мендоса (от границата с Боливия до град Мендоса) |                    | 2001                                        | 1583 | ii, iii, iv        |
| 4 |             | Лас Паринас (на испански: Las Parinas)                                                              | Катамарка                                                                                               |                    | 2001                                        | 1584 | vii, ix, x         |
| 5 |             | Национален парк Сиера де лас Кихадас (на испански: Parque Nacional Sierra de las Quijadas)          | Провинция Сан Луис                                                                                      | 1991               | 2005                                        | 2021 | vii, viii, ix      |
| 6 |             | Културен ландшафт на град Буенос Айрес (на испански: Paisaje cultural de la ciudad de Buenos Aires) | Федерална столица Буенос Айрес                                                                          | 1536               | 2005                                        | 2022 | ii, iv, vi, vii    |
| 7 |             | Дом Куручет в град Ла Плата (на испански: Casa Curutchet en La Plata)                               | Провинция Буенос Айрес                                                                                  | 1949 – 1953        | 2007                                        | 5140 | i, ii, iv          |
| 8 |             | Пътна система на инките (на испански: Sistema Vial Andino / Qhapaq Ñan)                             | Провинции Хухуй, Салта, Тукуман, Катамарка, Ла Риоха, Сан Хуан, Мендоса                                 |                    | 2010                                        | 5140 | i, ii, iv          |